# Florencio Bernabe jr.
Florencio Bernabe jr. (Parañaque, 5 februari 1948) is een politicus in de Filipijnen. Bernabe is sinds de verkiezingen van 2004 burgemeester van de stad Parañaque City in Metro Manilla.
Bernabe junior werd geboren als zoon van Florencio Bernabe sr. en Lourdes Mayuga Bernabe. Na de St. Andrew's School en St. Paul College in Parañaque, vervolgde hij zijn opleiding aan de Ateneo de Manila. Daarna behaalde hij een Bachelor of Arts aan de De La Salle University en een Master in economie aan de University of Asia and the Pacific.
Bernabes vader was van 1972 tot 1986 burgemeester van Parañaque. Bernabe junior was er van 1998 tot 2004 viceburgemeester. Bij de verkiezingen van 2004 werd hij gekozen als opvolger van burgemeester Joey Marquez. Door gebruik te maken van modernere technieken slaagde hij erin om, zonder de belastingen te verhogen de inkomsten daaruit drastisch te verhogen. Begin 2006 was de schuld van de stad afgenomen van 1 miljard peso tot ongeveer 250 miljoen peso. Datzelfde jaar won hij de titel van "beste Filipijnse (stads)burgemeester". In 2007 en 2010 werd hij herkozen.
Bernabe is getrouwd met Fe Christi Bernabe en kreeg samen met haar twee dochters en twee zonen.